# ポール・マズルケビッチ

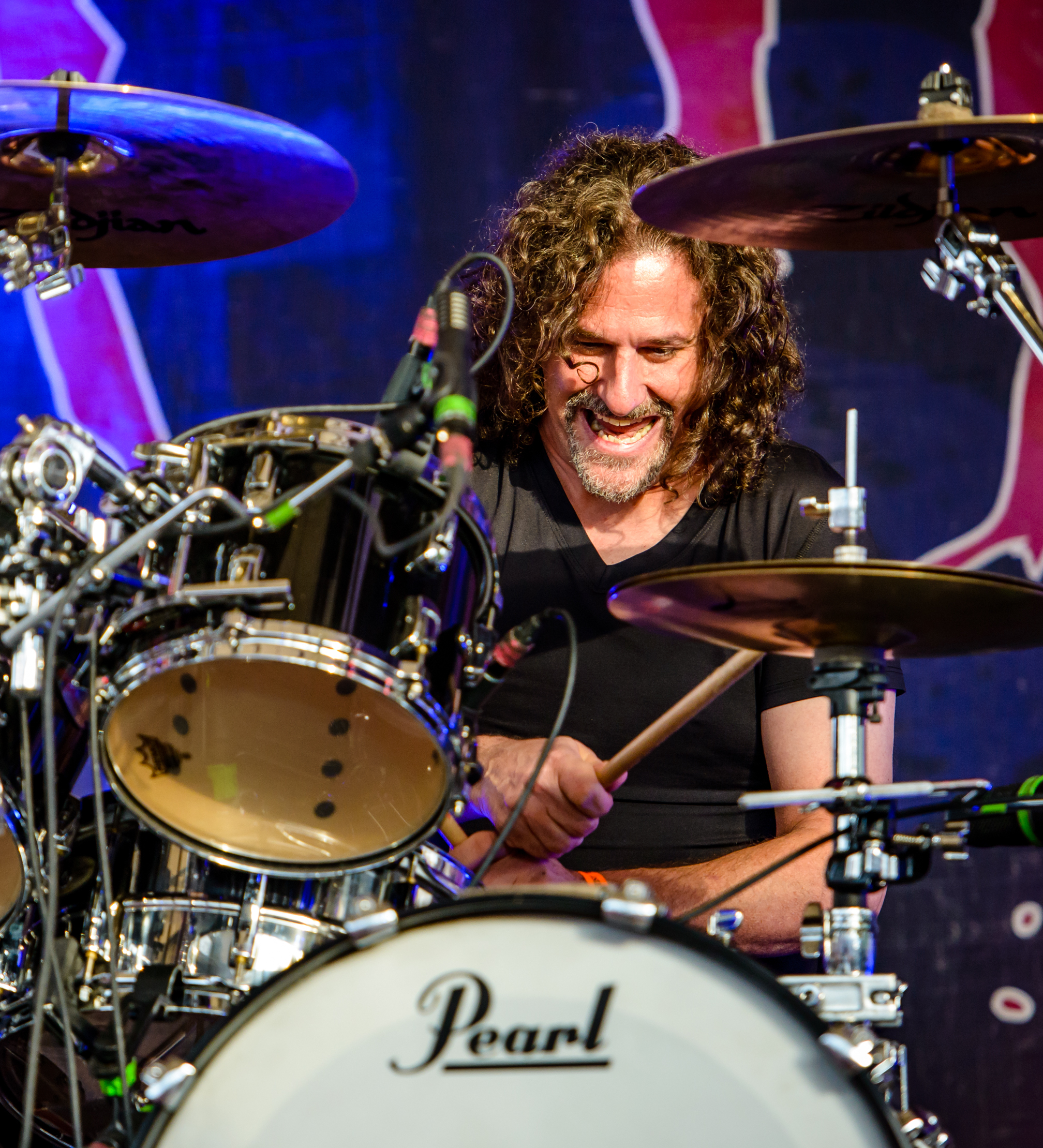

ポール・マズルケビッチ（Paul Mazurkiewicz、1968年9月8日 - ）は、アメリカ合衆国のドラマーである。デスメタルバンド「カンニバル・コープス」のメンバーである。

## 略歴
1988年、元ボーカルのクリス・バーンズとボブ・ラセイと一緒に同バンドを結成。ドラムのほかに、ギターも演奏する。バンドの主要な作詞家であり、彼は「DeadHumanCollection」、「Frantic Disembowelment」、「Monolith」、「Carrion Sculpted Entity」、「WormInfested」の曲を担当した。
元既婚者であり、娘も一人いる。2019年に離婚。彼は菜食主義者であり、自宅の土地で家族や動物とと共に暮らしている。